# The Circle Tour
Il The Circle Tour è stato un tour musicale della rock band statunitense dei Bon Jovi, intrapreso durante il 2010 per promuovere l'undicesimo album in studio del gruppo The Circle. Il tour è iniziato nel febbraio 2010 da Honolulu, Hawaii e si è concluso il 19 dicembre dello stesso anno a Sydney.
Secondo i dati Pollstar, questo tour è stato il tour mondiale più redditizio del 2010, con un totale di oltre 201 milioni di Dollari guadagnati, superando AC/DC, U2 e Lady Gaga. Il tour ha raggiunto il 1º posto anche nella classifica stilata da Billboard, che riporta incassi per 146.5 milioni di dollari incassati nel periodo dal 22 novembre 2009 al 20 novembre 2010, ottenuti con 69 concerti all'insegna del "tutto esaurito".
Il tour è stato caratterizzato da diversi episodi importanti: la band ha inaugurato, il 26 maggio 2010, il New Meadowlands Stadium di East Rutherford in New Jersey, ha fatto il tutto esaurito per 12 notti consecutive all'O2 Arena di Londra ed è tornata in tour in Sud America dopo ben 15 anni di assenza.

## La Band
- Jon Bon Jovi - voce principale, chitarra ritmica
- Richie Sambora - chitarra principale, cori
- David Bryan - tastiere, cori
- Tico Torres - batteria

### Altri musicisti
- Hugh McDonald - basso, cori
- Bobby Bandiera - chitarra ritmica, cori

Lorenza Ponce e Jeff Kazee hanno suonato in alcune date del tour, in particolare quest'ultimo ha sostituito David Bryan nel concerto del 13 giugno 2010 all'O2 Arena di Londra, mentre Bryan era negli Stati Uniti per partecipare alla cerimonia dei Tony Awards, dove ha vinto 4 premi per il suo musical Memphis.

## Band d'apertura
I Dashboard Confessional hanno aperto i concerti della leg indoor americana nel 2010, mentre le 12 date all'O2 Arena sono state aperte da band locali, OneRepublic e Kid Rock, quest'ultimo opener anche nella maggior parte delle date estive.

## Date

### Leg 1: Nord America
- 11.02.2010  - Neal S. Blaisdell Arena, Honolulu, HI
- 12.02.2010  - Neal S. Blaisdell Arena, Honolulu, HI
- 19.02.2010  - KeyArena, Seattle, WA
- 20.02.2010  - KeyArena, Seattle, WA
- 22.02.2010  - HP Pavilion, San Jose, CA
- 24.02.2010  - Jobing.com Arena, Glendale, AZ
- 26.02.2010  - Honda Center, Anaheim, CA
- 27.02.2010  - Honda Center, Anaheim, CA
- 02.03.2010  - ARCO Arena, Sacramento, CA
- 04.03.2010  - Staples Center, Los Angeles, CA
- 06.03.2010  - MGM Grand Garden Arena, Las Vegas, NV
- 08.03.2010  - Pepsi Center, Denver, CO
- 09.03.2010  - Qwest Center, Omaha, NE
- 11.03.2010  - INTRUST Bank Arena, Wichita, KS
- 13.03.2010  - Fargodome, Fargo, ND
- 15.03.2010  - Sprint Center, Kansas City, MO
- 17.03.2010  - The Palace of Auburn Hills, Detroit, MI
- 19.03.2010  - Bell Centre, Montreal, QC
- 20.03.2010  - Bell Centre, Montreal, QC
- 23.03.2010  - Wachovia Center, Philadelphia, PA
- 24.03.2010  - Wachovia Center, Philadelphia, PA
- 26.03.2010  - Mohegan Sun Arena, Uncasville, CT
- 27.03.2010  - Mohegan Sun Arena, Uncasville, CT
- 29.03.2010  - Verizon Center, Washington, D.C.
- 07.04.2010  - Xcel Energy Center, St. Paul, MN
- 08.04.2010  - Xcel Energy Center, St. Paul, MN
- 10.04.2010  - American Airlines Center, Dallas, TX
- 11.04.2010  - American Airlines Center, Dallas, TX
- 13.04.2010  - BOK Center, Tulsa, OK
- 15.04.2010  - Philips Arena, Atlanta, GA
- 17.04.2010  - St. Pete Times Forum, Tampa, FL
- 18.04.2010  - BankAtlantic Center, Fort Lauderdale, FL
- 21.04.2010  - Sommet Center, Nashville, TN
- 22.04.2010  - Time Warner Cable Arena, Charlotte, NC
- 19.05.2010  - Hersheypark Stadium, Hershey, PA
- 26.05.2010  - New Meadowlands Stadium, East Rutherford, NJ
- 27.05.2010  - New Meadowlands Stadium, East Rutherford, NJ
- 29.05.2010  - New Meadowlands Stadium, East Rutherford, NJ

### Leg 2: Europa
- 04.06.2010  - Rock in Rio, Arganda del Rey, Madrid, Spagna
- 05.06.2010  - Royal Beach Concert, Scheveningen Beach, L'Aia, Olanda
- 07.06.2010  - O2 Arena, Londra, Inghilterra
- 08.06.2010  - O2 Arena, Londra, Inghilterra
- 10.06.2010  - O2 Arena, Londra, Inghilterra
- 11.06.2010  - O2 Arena, Londra, Inghilterra
- 13.06.2010  - O2 Arena, Londra, Inghilterra
- 16.06.2010  - Palais omnisports de Paris-Bercy, Parigi, Francia
- 17.06.2010  - O2 Arena, Londra, Inghilterra
- 19.06.2010  - O2 Arena, Londra, Inghilterra
- 20.06.2010  - O2 Arena, Londra, Inghilterra
- 22.06.2010  - O2 Arena, Londra, Inghilterra
- 23.06.2010  - O2 Arena, Londra, Inghilterra
- 25.06.2010  - O2 Arena, Londra, Inghilterra
- 26.06.2010  - O2 Arena, Londra, Inghilterra

### Leg 3: Nord America
- 09.07.2010  - New Meadowlands Stadium, East Rutherford, NJ
- 11.07.2010  - Saratoga Performing Arts Center, Saratoga Springs, NY
- 12.07.2010  - Blossom Music Center, Cuyahoga Falls, OH
- 14.07.2010  - Calgary Stampede, Pengrowth Saddledome, Calgary, AB
- 15.07.2010  - Commonwealth Stadium, Edmonton, AB
- 17.07.2010  - Canad Inns Stadium, Winnipeg, MB
- 20.07.2010  - Rogers Centre, Toronto, ON
- 21.07.2010  - Rogers Centre, Toronto, ON
- 23.07.2010  - Hullabalou Music Festival, Churchill Downs Racetrack, Louisville, KY
- 24.07.2010  - Gillette Stadium, Foxborough, MA
- 28.07.2010  - Mosaic Stadium at Taylor Field, Regina, SK
- 30.07.2010  - Soldier Field, Chicago, IL
- 31.07.2010  - Soldier Field, Chicago, IL

### Leg 4: Messico, Costa Rica, Sud America e Stati Uniti
- 24.09.2010  - Foro Sol, Città del Messico, Messico
- 26.09.2010  - Estadio Ricardo Saprissa Aymá, San José, Costa Rica
- 29.09.2010  - Estadio Universidad San Marcos, Lima, Perù
- 01.10.2010  - Estadio Nacional, Santiago, Cile
- 03.10.2010  - Estadio Monumental Antonio Vespucio Liberti, Buenos Aires, Argentina
- 06.10.2010  - Estádio do Morumbi, San Paolo, Brasile
- 08.10.2010  - Praça da Apoteose, Rio de Janeiro, Brasile
- 15.10.2010  - Gulf Shores Public Beach, Gulf Shores, AL

### Leg 5: Giappone e Oceania
- 30.11.2010  - Tokyo Dome, Tokyo, Giappone
- 01.12.2010  - Tokyo Dome, Tokyo, Giappone
- 04.12.2010  - Westpac Stadium, Wellington, Nuova Zelanda
- 05.12.2010  - Vector Arena, Auckland, Nuova Zelanda
- 08.12.2010  - Subiaco Oval, Perth, Australia
- 10.12.2010  - Rod Laver Arena, Melbourne, Australia
- 11.12.2010  - Etihad Stadium, Melbourne, Australia
- 14.12.2010  - Suncorp Stadium, Brisbane, Australia
- 17.12.2010  - Sydney Football Stadium, Sydney, Australia
- 18.12.2010  - Sydney Football Stadium, Sydney, Australia
- 19.12.2010  - Sydney Football Stadium, Sydney, Australia